# Histiotus magellanicus
Histiotus magellanicus là một loài động vật có vú trong họ Dơi muỗi, bộ Dơi. Loài này được Philippi mô tả năm 1866.